# کالن یانگ
کالن یانگ (انگلیسی: Khalen Young؛ زادهٔ ۲۰ نوامبر ۱۹۸۴) ورزشکار دوچرخه‌سواری بی‌ام‌اکس اهل استرالیا است.